# Давньогрецька музика
Давньогрецька музика, музика Стародавньої Греції — одна з найдавніших музичних культур, що мала значний вплив на подальший розвиток європейської музичної культури, а також дала більшості європейських мов сам термін «музика» (буквально — від муз).